# Kirchliches Filmfestival Recklinghausen
Das Kirchliche Filmfestival Recklinghausen ist das erste deutsche kirchliche Filmfestival – sowie das einzige ökumenische in Europa überhaupt. Das Programm greift vor allem aktuelle gesellschaftliche Themen wie Migration, Integration, Identität, Mitleiden, Gerechtigkeit, Liebe und Solidarität meist in sehr entschieden künstlerischen Fassungen auf. Gezeigt werden ausgewählte deutsche und internationale Spiel- und Dokumentarfilme. Filmschaffende diskutieren im Kinosaal mit dem Publikum – das ist ein zentrales und durchgängiges Kennzeichen dieser Veranstaltung. Die Teilnahme eines Films am Festival ist mit der Verpflichtung verbunden, dass sich mindestens ein Vertreter des Films (Regisseur, Produzent, Schauspieler usw.) der Diskussion mit dem Publikum stellt. Das Publikum schätzt diese Diskussionen sehr. Die Veranstaltungen sind deshalb in der Regel sehr gut besucht und meist schnell ausverkauft.

## Entstehung & Entwicklung
Der Veranstalter Arbeitskreis Kirche & Kino zeigt seit 2002 neben dem Filmfestival auch die Reihe monatlicher Filme, in der gesellschaftlich relevante und existentiell bedeutsame Themen präsentiert und nach jeder Vorstellung mit Experten und Regisseuren diskutiert werden. Aus diesem Arbeitskreis ist das Kirchliche Filmfestival Recklinghausen hervorgegangen. Außerhalb der Festival-Termine zeigt der Arbeitskreis im Cineworld einen Film pro Monat, der im gängigen Filmbetrieb wenig Chancen hat, vor allem in der Provinz, der aber durch die betont künstlerische Gestaltung und/oder das ausgewählte Thema auffiel.
Während des Festivals werden Filme gezeigt und ausgezeichnet, die sich sozial engagieren und sich zudem künstlerisch überzeugend mit dem Menschen im Spannungsbogen zwischen Arbeitswelt, Kulturen und Religionen auseinandersetzen. Im Rahmen des Festivals wird zudem ein Kinderfilm prämiert. Der künstlerische Leiter des Festivals, Michael Kleinschmidt (Institut für Kino und Filmkultur, Wiesbaden), präzisiert die Beweggründe der Verantwortlichen: Es gehe keineswegs um eine „superfromme“ Veranstaltung, wie viele Filmregisseure dächten, mit denen Kontakt aufgenommen werde; tatsächlich stehe das Filmfestival für die Verantwortung der Kirche für die Welt; es gehe bei den Filmen um die Bewahrung der Schöpfung, um Solidarität mit den Schwachen – all das spiegelt sich in der Filmauswahl wider. Der Film werde, laut Kleinschmidt, als Medium in Deutschland immer noch unterschätzt; dabei hat er die Kraft, mit uns zu sprechen, etwas auszulösen und sogar zu verändern.
Im fünften Jahr des Bestehens (2014) entschloss sich das Leitungsgremium des Festivals zu einer Erweiterung der Veranstaltung von drei auf fünf Tage. Die Gespräche zwischen Publikum und den Schauspielern sowie Regisseuren während der Filmtage werden damit erweitert. Geöffnet wurde auch der Unterstützer-Kreis des Festivals: Fans, Freunde und Förderer (Firmen) können nun zu unterschiedlichen Bedingungen als regionale Unterstützer fungieren. Mit den größeren finanziellen Möglichkeiten würden weitere Filmakteure herangezogen und junge Regisseure unterstützt.
Einer der Ideengeber und Gründer des Festivals, Thomas Damm, schied mit dem Ende der Veranstaltungen im März 2018 aus beruflichen Gründen aus. Es sei ihm nie ein Anliegen gewesen, missionarisch zu wirken, sagte er einem Journalisten des Medienhauses Bauer. Das Filmfestival sei vor allem ein Begegnungsfestival. Der Dialog zwischen Filmschaffenden und Publikum habe ihm am Herzen gelegen.

## Chronologie
Das Festival startete 2010 mit der Deutschlandpremiere des Dokumentarfilms „Im Haus meines Vaters sind viele Wohnungen“.
2010Für den Spielfilm Die Fremde wurde Regisseurin Feo Aladag als erste Preisträgerin des Festivals ausgezeichnet. Die Hauptdarstellerin Sibel Kekilli war ebenfalls anwesend.
2011Regisseurin Britta Wauer nimmt die Auszeichnung für den Dokumentarfilm „Im Himmel, unter der Erde – Der jüdische Friedhof Weißensee“ entgegen.
2012Leo Khasin erhielt den Filmpreis für die Regie im Film „Kaddisch für einen Freund“, in dem das Zusammenleben von Palästinensern und Juden aus Osteuropa (in Berlin-Kreuzberg) geschildert wird. „. . . eine herrliche Geschichte vom Widersinn des Hasses und der Kraft der Freundschaft“.
2013Neben selten gezeigten Dokumentarfilmen wurden vorgestellt: Hannah Arendt, die Auseinandersetzung der Philosophin mit dem Nazi-Verbrecher Adolf Eichmann, und Fünf Jahre Leben, die Geschichte des Deutsch-Türken Murat Kurnaz, der fünf Jahre Gefangener der USA in Afghanistan und Guantanamo war (Regie: Stefan Schaller). Preisträgerin dieses Jahres wurde Sheri Hagen mit ihrem Film „Auf den zweiten Blick“, der sich mit dem Leben blinder oder sehbehinderter Menschen beschäftigt; der erste abendfüllende Film der Regisseurin, der am 10. Oktober dieses Jahres in die Kinos kommt. Das Festival entwickelt sich allmählich zu einer Institution, die alternative Filme präsentiert. Mit ca. 1800 Besuchern war das Festival 2013 das bisher meistbesuchte.
2014Mit 2000 Besuchern wies das 5. Festival am 7. bis 9. März erneut einen Besucherrekord auf. Zu Gast waren Filmschaffende und Schauspieler wie Feo Aladag, André Feldhaus, Heinrich Hadding, Leon Lucev, Johannes Naber, Vincent Poymiro, Pablo Ribet Buse, Hüseyin Tabak, Stephanie Weimar und David Wey. Preisträger war 2014 Srdan Golubovic (siehe auch Heimatfilmfestival, Freistadt (Oberösterreich)) für „Circles“.
2015Die Entscheidung des Leitungsgremiums, das Festival um zwei Tage zu verlängern, fiel zugunsten einer besucherfreundlicheren Version: Die (nunmehr 12) Filme abends zu zeigen, um die Besuche zu erleichtern. „So können wir (…) ein kämpferisches Programm vorstellen, (…) Das 6. Kirchliche Filmfestival steht mitten in den Auseinandersetzungen der Gegenwart“, schrieben die Organisatoren in der Ankündigung. Den Filmpreis 2015 erhielt der Film „Verfehlung“ (Deutschland, 2015) von Gerd Schneider (Regie und Drehbuch), in dem der sexuelle Missbrauch an Kindern am Beispiel eines jungen Pfarrers thematisiert wird (Schneider ist selbst früherer Theologie-Student), der sich an Jugendlichen in seiner Gemeinde vergeht. In der Laudatio sagte Weihbischof Dieter Geerlings (Münster), der Film arbeite das auf, was manche – auch in der Kirche – lieber verschweigen möchten. Den Preis der Kinderjury bekam der Streifen „Rico, Oskar und die Tieferschatten“ (2014) des Produzenten Philipp Budweg (nach der gleichnamigen Romanvorlage von Andreas Steinhöfel). Mit 2500 Besuchern gab es einen neuen Besucherrekord; die fünf Abendvorstellungen waren schon Tage vorher ausverkauft.
20167. Kirchliches Filmfestival: 9. bis 13. März 2016: Mit seinem neuen Film Junges Licht erhielt Adolf Winkelmann den Festivalpreis 2016. Michael Kleinschmidt, der künstlerische Leiter des Filmfestivals meinte in seiner Laudatio: „Der Film ist eine wunderbare Reminiszenz an das Ruhrgebiet der 60er Jahre. Er zeigt eine Kindheit im Kohlenpott, die es so heute nicht mehr gibt.“ Gedreht wurde in Bottrop, Bochum, Dortmund und auf der Zeche Auguste Victoria in Marl. Während des Festivals wurden 25 Filme gezeigt, die einen Spannungsbogen von der Vergangenheit dieser Region bis hin zu brandaktuellen Filmen der Gegenwart, über die Zuwanderung in die BRD, präsentieren. Die Finnin Marjut Komulainen erhielt den Preis für Kinder- und Jugendfilme („Vilja und die Räuber“). Eröffnet wurde mit dem Film „Mustang“, in dem es um fünf Schwestern geht, die sich in der Osttürkei den rigiden Normen einer Männerwalt widersetzen. „Der Film klagt sehr deutlich an, dass Frauen überall auf der Welt wie Menschen zweiter Klasse behandelt werden“, sagte Kleinschmidt zu dem Konflikt-Film. Der Eröffnungsfilm (Mustang) war bereits wenige Minuten nach der Eröffnung des Kartenverkaufs ausverkauft. Mit 3100 Besuchern wurden erneut die Besucherzahlen des Festivals des Vorjahres übertroffen.
20178. Kirchliches Filmfestival (15.–19. März 2017): Das Programm umfasste 12 ausgewählte Spiel- und Dokumentarfilme, zahlreiche davon als Previews vor Bundesstart. Zu fast allen Filmen haben Filmschaffende (Regisseure, Autoren, Schauspieler, Produzenten) aus dem In- und Ausland ihr Kommen zugesagt. Den Hauptpreis erhielt die französische Regisseurin Marie-Castille Mention-Schaar für den Spielfilm: „Der Himmel wird warten“. Der Nebenpreis ging an die Nachwuchsschauspielerin Naomi Amarger (als Mélanie in diesem Film). Die Stadt Recklinghausen vergab im Rahmen dieses Festivals auch den Kinder- und Jugendfilmpreis. Er ging in diesem Jahr an den deutschen Dokumentarfilm „Nicht ohne uns!“. Regisseurin Sigrid Klausmann und Produzent Walter Sittler nahmen am 18. März 2017 die Auszeichnung entgegen. Neben der Stadt Recklinghausen stiftete der katholische Kreisdechant Jürgen Quante diesen Preis. Das 8. Filmfestival ging mit einem Besucherrekord zu Ende: Es kamen 3400 Cineasten; alle Abendveranstaltungen waren ausverkauft. Auch Heiner Geißler und Annette Schavan waren als Gäste zum Publikumsgespräch gekommen.
2018Während des 9. Kirchlichen Filmfestivals erhielt der Film mit dem zweideutigen Titel „Camino a la Paz“ (übersetzt: Weg nach La Paz bzw. Weg zum Frieden) des argentinischen Regisseurs Francisco Varone (geboren 1978 in Buenos Aires) den ersten Preis (deutscher Produzent: Gunter Hanfgarn). Eine ungewöhnliche Aufführung gab es am zweiten Tag des Festivals: Das digital restaurierte Werk des Klassikers „Faust“ (1926) von Friedrich Wilhelm Murnau wurde in der Kirche St. Peter erneut uraufgeführt; Musikbegleitung live von Kirchenmusiker Thorsten Maus. Mit dem Kinder- und Jugendfilmpreis wird der Spielfilm Die Pfefferkörner und der Fluch des Schwarzen Königs (DE 2017) ausgezeichnet. Produzent Holger Ellermann und Hauptdarstellerin Marleen Quentin waren anwesend. Der Preis wurde von der Stadt Recklinghausen und dem katholischen Stadt- und Kreisdechanten Propst Jürgen Quante gestiftet. Die Zahl der Besucher 2018 konnte gegenüber dem letzten Jahr leicht gesteigert werden (3500 Besucher).
2019Ein neu geschaffener Ehrenpreis wurde verliehen. Die Ehrung erfolgte für das Lebenswerk von Wim Wenders und speziell für seinen Film „Papst Franziskus – Ein Mann seines Wortes“. Den Preis der Kinderjury erhielt der Schauspieler Tobi Krell („Checker Tobi“) für den Film „Checker Tobi und das Geheimnis unseres Planeten“. Der Ökumenische Filmpreis wurde an den Produzenten Tobias Siebert verliehen, dessen Film „Of Fathers and Sons – Die Kinder des Kalifats“ beim Festival gezeigt wurde; Regisseur: Talal Derki. Insgesamt wurden 18 Kurz-, Dokumentar und Spielfilme zu den Themen Migration, Zukunft der Arbeit und Dialog der Kulturen gezeigt.
2020Die für März geplante 11. Ausgabe musste zunächst infolge der Coronakrise abgesagt werden. Wesentliche Teile des Programm wurden vom 25. bis 27. September 2020 nachgeholt. Der Hauptpreis ging an das deutsch-österreichische Werk Gipsy Queen des Regisseurs Hüseyin Tabak. Mit dem Kinderfilmpreises wurde Invisible Sue – Plötzlich unsichtbar prämiert. Ihre Weltpremiere feierte die Dokumentation Die Unbeugsamen über Frauen in der bundesrepublikanischen Politik von Torsten Körner.
2021Der Film Nowhere Special von Uberto Pasolini erhielt den Ökumenischen Filmpreis. Die Kinderjury vergab ihren Preis Der grüne Zweig an den deutsch-slowakischen Film Sommer-Rebellen von Martina Saková. Der Jugendfilmpreis ging an den österreichischen Spielfilm Ein bisschen bleiben wir noch von Arash T. Riahi. Abweichend vom bisherigen Verlauf fand das Filmfestival in diesem Jahr in Marl (Paulus-Kirche) und Recklinghausen statt.
2022Volker Schlöndorff erhielt den Ehrenpreis. Es lief u. a. „Der Waldmacher“, den Schlöndorff mit dem Agrarwissenschaftler Tony Rinaudo gedreht hatte. Ferner wurde „Der junge Tröless“ gezeigt, Schlöndorffs Debüt, der 1966 in Cannes einen deutschen Kulturattaché verschreckt hatte. Das Festival fand wieder wie ursprünglich im Recklinghäuser Cineworld statt.
2023Die Regisseurin Maysoon Pachachi (London) erhielt den Ökumenischen Filmpreis des 13. Filmfestivals. Sie war Abend des 18. März anwesend, um mit dem Publikum den Film zu diskutieren. Zwei Filme wurden vor ihrem Filmstart in Deutschland gezeigt: „Die Kairo Verschwörung“ und „Das Blau des Kaftans“. Die Kinderjury zeichnete mit dem „grünen Zweig“ den Film aus: „Mission Ulla Funk“. Die Jugendjury wählte aus: „So Damn Easy Going“.
2024Das 14. Kirchliche Filmfestival Recklinghausen sollte „unbequeme Filme“ zeigen, so die Organisatoren. Die Regisseurin Agnieszka Holland erhielt den Preis für ihren Film Green Border. Die polnische Menschenrechtsaktivistin Anna Alboth nahm den Preis entgegen. Anwesend waren ebenfalls der iranische Filmemacher Ali Asgari mit dem Film Irdische Verse, der senegalesische Regisseur Faouzi Bensaidi mit dem Film Desserts – für eine Handvoll Dirham und die Antisemitismusbeauftragte von NRW, Sabine Leutheusser-Schnarrenberger. Den Grünen Zweig der Kinderjury erhielt der Film Spuk unterm Riesenrad. Den Preis der Jugendjury bekam der Film Norwegian Dream.
2025Den Preis des diesjährigen Filmfestivals erhielt der Regisseur Ali Samadi Ahadi (Iran) für den Film Sieben Tage, in dem es um den Kampf um Frauenrechte geht. Den Kinder- und Jugendpreis erhielten der Regisseur Benjamin Heisenberg sowie die Hauptdarsteller Max Zheng und Noel Gabriel Kipp für den Film Der Frank - April, April.

## Programm
Im Rahmen des Kirchlichen Filmfestivals werden Spiel- und Dokumentarfilme zu Themen wie Menschlichkeit, Mitleiden, Ethik, Gerechtigkeit, Solidarität und Strukturwandel der Region gezeigt, nicht explizit religiöse und/oder religionsnahe Filme. Das Festival möchte Begegnungen ermöglichen, Einblicke und Zugänge schaffen, Gespräche anregen. Zum Gespräch mit dem Publikum sind Regisseure, Schauspieler und Kritiker eingeladen. Das inzwischen gut besuchte Festival versteht sich immer mehr als Mittler zwischen Filmschaffenden und Publikum, wo im kommerziellen Kino-Betrieb eher Funkstille herrscht. Die zahlreichen Besucher genießen den direkten Kontakt mit Produzenten, Schauspielern und Regisseuren nach den einzelnen Vorstellungen. Die Vorbedingung für die Präsentation eines Films während des Festivals in Recklinghausen ist auch die Zusage einer der an der Filmproduktion beteiligten Personen, den Zuschauern Rede und Antwort zu stehen.

## Veranstalter und Partner
Veranstalter ist der Arbeitskreis Kirche & Kino des Evangelischen Kirchenkreises Recklinghausen und des Katholischen Kreisdekanats Recklinghausen. Der ökumenische Arbeitskreis, ein Vorläufer des Festivals, bringt in Recklinghausen seit 2002 mit der Reihe „bilderwelten/weltenbilder – Kirche & Kino“ Filme auf die Leinwand und ins Gespräch. Partner des Festivals sind die Stadt Recklinghausen, das Cineworld Recklinghausen und das Institut für Kino und Filmkultur e. V. (IKF). Als Medienpartner engagieren sich epd Film und film-dienst. Moderator war Thomas Damm (Schwerte), Pfarrer, Filmbeauftragter der Evang. Kirche und Autor, der wegen eines Umzugs 2016 aus dem Vorbereitungsteam ausschied. Die künstlerische Leitung haben Horst Walther und Michael M. Kleinschmidt.
Folgende filmschaffende Gäste des Kirchlichen Filmfestivals sind Ehrenmitglied des Unterstützerkreises: Feo Aladag (Regisseurin und Preisträgerin 2010 mit „Die Fremde“), Sheri Hagen (Regisseurin und Preisträgerin 2013 mit „Auf den zweiten Blick“), Stefan Hering (Regisseur von „Abseitsfalle“), Michael Loeken (Regisseur von „Losers and Winners“), Johannes Naber (Regisseur von „Zeit der Kannibalen“), Beatrice Meier (Drehbuchautorin von „Abseitsfalle“), Hüseyin Tabak (Regisseur von „Deine Schönheit ist nichts wert …“), und Britta Wauer (Regisseurin und Preisträgerin 2011 mit „Im Himmel, unter der Erde“).

## Kooperationen
- Schirmherren sind: Präses Annette Kurschus (Evangelische Kirche von Westfalen), Bischof Felix Genn (Bistum Münster), Bürgermeister Wolfgang Pantförder (Stadtverwaltung Recklinghausen)
- Die Kooperationspartner: Stadt Recklinghausen, Cineworld Recklinghausen, Institut für Kino und Filmkultur e. V. (IKF).
- Als Förderer werden genannt: Katholisches Kreisdekanat Recklinghausen, Deutsche Bischofskonferenz,  Evangelische Kirche von Westfalen, Evangelische Stiftung Protestantismus, Bildung und Kultur, Evangelisches Erwachsenenbildungswerk Westfalen-Lippe, Evangelischer Kirchenkreis Recklinghausen, Gemeinschaftsstiftung Kirche und Diakonie im Ev. Kirchenkreis Recklinghausen, Referat für Erwachsenenbildung im Evangelischen Kirchenkreis Recklinghausen, Stadtmarketing Recklinghausen, Sparkasse Vest Recklinghausen, Ostermann Einrichtungshaus Recklinghausen, Rotary Club Recklinghausen-Vest
- Partner im Medienbereich: epd Film, film-dienst, arte, K wie KIRCHE (Radioformat im Lokalsender Radio Vest), Gesellschaft für Christlich-Jüdische Zusammenarbeit[45].

## Kritik
- Das Filmfestival (…) widmete sich dieses Jahr bereits zum fünften Mal Werken, die Themen wie die moderne Suche nach Sinn und Erfüllung, die Frage nach der Menschlichkeit, den Dialog der Kulturen und Religionen umkreisen, flankiert von Gesprächen mit Filmemachern oder aber anderen Experten, die Interessantes zum Thema eines Films beitragen können. Das Programm umfasste u. a. die im Wettbewerb der Berlinale reüssierten Beiträge Zwischen Welten von Feo Aladag und Kreuzweg von Dietrich Brüggemann und Anna Brüggemann – ersterer ein dezidiert politischer Film, der zweite eine formal strenge Studie zu einer fundamentalistischen Spielart des Katholizismus[46]

- Stephan Komandarev (Regisseur), Bulgarien; Judgment – Grenze der Hoffnung, ((Preview, 2015); gezeigt als Eröffnungsfilm beim 6. Filmfestival): Eine Verbindung zwischen Kirche und Kino herzustellen, ist eine großartige Idee. Auch die Themenvielfalt hier beeindruckt mich. So etwas hätte ich auch gerne in Bulgarien.[47]

- Frank Henschke, Koproduzent des Films „Mustang“: Es geht ja darum, dass der Film an die Menschen kommt, und zwar an verschiedene. Wir fühlen uns dort wohl, wo Interesse ist, wo die Menschen offen und aufmerksam sind, wo sie diskutieren[48]

- Annette Kurschus, Präses der Evangelischen Kirche von Westfalen: Wer zum Kirchlichen Festival kommt, kommt zum Sehen und zum Diskutieren (…) und zum Nachdenken.[49]

## Adresse
Arbeitskreis Kirche & Kino, Ev. Kirchenkreis Recklinghausen, Referat für Erwachsenenbildung, Limperstraße 15, 45657 Recklinghausen